# José Gutiérrez Vivó
José Elías Gutiérrez Vivó (Ciudad de México, 3 de septiembre de 1949) es un periodista y empresario mexicano,  presidente y director general de Grupo Monitor, extinto desde febrero del 2009. Así mismo, fue conductor del noticiero Monitor de la mañana desde 1978 hasta su desaparición en 2008. Fue creador de ese mismo concepto en 1974.

## Biografía
José Elías Gutiérrez Vivó nació el 3 de septiembre de 1949 en la Ciudad de México. Su carrera profesional comienza en 1969 como vendedor de tiempo en la emisora en inglés Radio VIP, ubicada en el 1560 AM.
En 1968 viaja a Londres para estudiar la carrera de comunicación y trabajar en la BBC como reportero, al tiempo que fungía como corresponsal para Radio Mil. A su regreso, comienza a trabajar en Radio Programas de México de la familia Serna desarrollando múltiples funciones para Radio VIP.
En 1973, la empresa Radio Programas de México adquiere la emisora Radio Cadena Nacional XERCN ubicada en el 1110 kHz, nombrándola Radio Red, donde, un año después comienza a transmitir el informativo Monitor en tres emisiones: matutina, vespertina y nocturna. Posteriormente, Radio VIP se muda a la frecuencia 88.1 MHz de FM.
A partir de 1989, formó parte del Foro Económico Mundial (World Economic Forum) de Davós, Suiza en el área de medios de comunicación.
Con el paso de los años, esta emisión informativa se convierte en la más escuchada en la Ciudad de México, al disponer de los servicios Red Vial, que proporcionó informes de tráfico y asistencia vial; Monitor, su solución, que brindó asesoría de varios tipos al público, y Vigilante al volante, donde varios radioescuchas proporcionaban información de carácter vial; entre otros más, asimismo fue el primer noticiario radiofónico de larga duración en organizar debates y en hacer entrevistas críticas a funcionarios de los diferentes niveles de gobierno. 
Para 1996, el noticiero Monitor sufre otro cambio, cuando el grupo de emisoras compuesto por XERED-AM 1110 kHz, XHRED-FM 88.1 MHz y XHRCA-FM 91.3 MHz en la Ciudad de México, XEDKR-AM 700 kHz en Guadalajara y XESTN-AM 1540 kHz en Monterrey es vendido a Grupo Radio Centro. Con este cambio se funda Infored, organización produce el noticiero a partir de aquel año.
El 23 de diciembre de 1998 se firma un contrato por 16 años, hasta 2015, mediante el cual Infored produciría los noticieros Monitor emitiéndose en las frecuencias de Radio Red, y Grupo Radio Centro pagaría una cantidad determinada para pagar la producción de los noticieros, además del sueldo de Infored, y traspasaría dos emisoras: XEJP-AM 1320 kHz y XEFAJ-AM 1560 kHz. Infored toma posesión de dichas emisoras el 20 de abril de 2000.
En 2002, el periodista demanda a Grupo Radio Centro por incumplimiento de contrato y robo de marcas registradas, asegurando que, Monitor y otras marcas registradas por el periodista en el Instituto Mexicano de la Propiedad Intelectual (IMPI), eran plagiadas por Radio Centro, además de que consideró la compra y posterior relanzamiento de la emisora XEN-AM 690 con periodistas ajenos a Infored como una violación del contrato firmado en 1998.
A finales de 2003, Infored compra la empresa El Heraldo de México (editora de El Heraldo de México y El Heraldo de Puebla), y en marzo de 2004 cambia su nombre, diseño y contenidos por los de Diario Monitor.
El 29 de febrero de 2004 se da a conocer el fallo a favor de Infored y José Gutiérrez Vivó en la demanda con Grupo Radio Centro, en la cual se condena a Grupo Radio Centro a pagar 21 millones de dólares, más gastos de ejecución e intereses derivados del incumplimiento de contrato. 
El 3 de marzo es citado por la familia Aguirre, dueña de Grupo Radio Centro, al terminar el noticiario, esa misma mañana Andrés Manuel López Obrador declara en Monitor de que competiría por la Presidencia de la República, al acabar el noticiario la junta sería cancelada. Asimismo Radio Centro rescindiría de los servicios de Infored al emitir una versión con el mismo nombre conducida por Jacobo Zabludovsky por lo cual, inmediatamente Gutiérrez Vivó transmite en sus propias estaciones el noticiario Monitor en el 1320 kHz y 1560 kHz.
A partir del martes 16 de marzo de 2004, inició la alianza entre Infored y MVS Comunicaciones a través de su división MVS Radio para transmitir el noticiero Monitor MVS a través de la emisora XHMVS-FM 102.5 MHz en la Ciudad de México, así como la creación de la Cadena Nacional Monitor MVS la cual tuvo inicialmente una cobertura en 30 poblaciones.
En septiembre de 2004, Infored cambia su nombre a Grupo Monitor, al celebrarse 30 años del nacimiento del concepto Monitor como parte de un ambicioso proyecto multimedia en radio, televisión, prensa e internet. 
A partir del 21 de febrero de 2005, Monitor empezó a transmitirse por televisión, a través del canal 52MX de MVS Televisión, por lo que el informativo no solo llegó a México, sino también a los Estados Unidos.
En el transcurso de 2005, muchas emisoras de MVS Radio ubicadas en muchas poblaciones del interior del país, dejan de transmitir el noticiero.
La alianza con MVS Radio termina con las transmisiones en el 102.5 MHz en el valle de México el jueves 30 de noviembre de 2006, como lo dio a conocer José Gutiérrez Vivó ese mismo día en Monitor de la mañana, debido a la incapacidad de Monitor de pagar la renta de la estación, derivada de la negativa de pago de Grupo Radio Centro, al siguiente día MVS 102.5 es sustituido por el formato grupero La Mejor.
El 30 de marzo de 2007, Grupo Monitor anuncia la venta de El Heraldo de Puebla a Ricardo Henaine Mizher, presidente de Grupo Rihemez.
El 29 de junio de 2007, José Gutiérrez Vivó anuncia que las transmisiones de Monitor concluirían debido a una huelga que iba a estallar, ante la imposibilidad, de realizar el pago de varias quincenas, obtuvo solidaridad de diversos medios de comunicación.
El 3 de septiembre de 2007, Radio Monitor regresa con dos emisiones y sin regresar a la televisión, en diciembre del mismo año regresarían las cuatro emisiones de Monitor. 
En marzo de 2008 Grupo Monitor pone en venta los dos inmuebles que posee, el de Radio Monitor en la zona del sur de la Ciudad de México, y el de Diario Monitor en la zona centro del mismo. 
En abril de 2008, Diario Monitor deja de circular los días sábado y domingo. 
El 10 de abril de 2008, la estación XEINFO-AM 1560 dejó de pertenecer a Grupo Monitor, ya que la estación fue entregada en garantía al señor Eduardo Henkel como un pago por una deuda contraída anteriormente.
A partir del 24 de abril, las emisiones Monitor de José Gutiérrez Vivó, Héctor Jiménez Landín y Enrique Muñoz, se transmitieron además en simultáneo en XEOC-AM 560 kHz Radio Chapultepec, de Grupo Radio Digital.
El 23 de mayo de 2008 a las 14:50 horas Radio Monitor concluyó transmisiones, diez minutos más tarde estalló la huelga convocada por el Sindicato de Trabajadores de la Industria de la Radiodifusión, Televisión, Similares y Conexos de la República Mexicana (STIRT), debido al adeudo de nueve quincenas a los trabajadores de base, y trece quincenas a los trabajadores de confianza. 
El 11 de junio de 2008 el Décimo Tercer Tribunal en Materia civil declara válido el laudo condenatorio a Grupo Radio Centro por 21 millones de dólares más intereses y gastos de ejecución. Sin embargo, GRC lograría apelar dicha sentencia.
Desde 2009 vive en San Antonio (Texas), Estados Unidos donde pidió asilo político, luego de sufrir una persecución político-legal y presiones económicas por parte de los gobiernos de Vicente Fox y Felipe Calderón. Fue señalado de ser un periodista aliado de la izquierda mexicana por ser el espacio en medios de comunicación donde Andrés Manuel López Obrador hizo pública su intención de ser candidato a la presidencia de la república para los comicios del 2006. 
El 10 de septiembre de 2010 concedió una entrevista telefónica en el noticiario de Carmen Aristegui en MVS Radio.
El 21 de marzo de 2011, casi tres años después de la cancelación de Monitor, Gutiérrez Vivó inició un webcast informativo en internet llamado Vivó en Vivo, transmitido de lunes a viernes de 12:00 a 15:00 CST. Sin embargo, la emisión de dicho webcast fue suspendida el 14 de octubre de 2011. Regresaría con otro programa informativo vía Internet, llamado Silencio en 2015, pero tiempo después dejó de transmitirse.
En marzo de 2017, un tribunal mexicano determinó en forma definitiva que el periodista debía pagar a Grupo Radio Centro la cantidad de 757 millones de pesos.
En la actualidad está inactivo y fuera de la vida pública. Aunque en repetidas ocasiones a partir de que en 2018 López Obrador asumiera la presidencia de México el declaró que abogaría para que el periodista regresara a laborar al país, esto no se concretó.
En noviembre de 2024, el portal Aristegui Noticias dio a conocer que, en el año 2020, en total opacidad, la Comisión Nacional de los Derechos Humanos solicitó al gobierno de López Obrador el pago de una indemnización por un monto de 42 millones de pesos a Gutiérrez Vivó, tras dar por acreditadas violaciones a sus derechos a la libre expresión, a la libertad de ejercer su profesión y al libre desarrollo de su proyecto de vida. La recomendación 54/2020 fue avalada directamente por la actual presidenta de la CNDH, María del Rosario Piedra Ibarra, y se reservó con el argumento de que se podría identificar a la víctima, por la inclusión de cinco notas periodísticas que exponen algunos antecedentes del caso. Asímismo, la CNDH confirmó al portal noticioso que la recomendación ya se había dado por cumplida.

## Premios y distinciones
- Creador del concepto noticioso Monitor, en 1974.
- Revolucionó el concepto de noticiario radiofónico en México que acostumbraba el noticiario rígido y corto.
- Conductor y director de Monitor de la mañana -desde1978-
- Ganador del Premio Nacional de Periodismo de México por noticia (1989).[3]
- Presidente y director general de Infored -entre 1996 y 2004-
- Presidente y director general de Grupo Monitor, de 2004 a 2009.
- Escritor de diversos libros periodísticos; entre ellos El otro yo del mexicano -publicado en 1997, donde incluye entrevistas realizadas por él entre 1994 y 1996-
- Ganador del Premio Internacional de Periodismo Rey de España entregado por el Rey Juan Carlos I (2001)
- Ganador del Premio Nacional de Periodismo de México por entrevista (2001).[3]
- Ganador del Premio Ondas, entregado por Radio Barcelona y la Cadena Ser. (2002)